# Reiterstandbild von Christian IX.

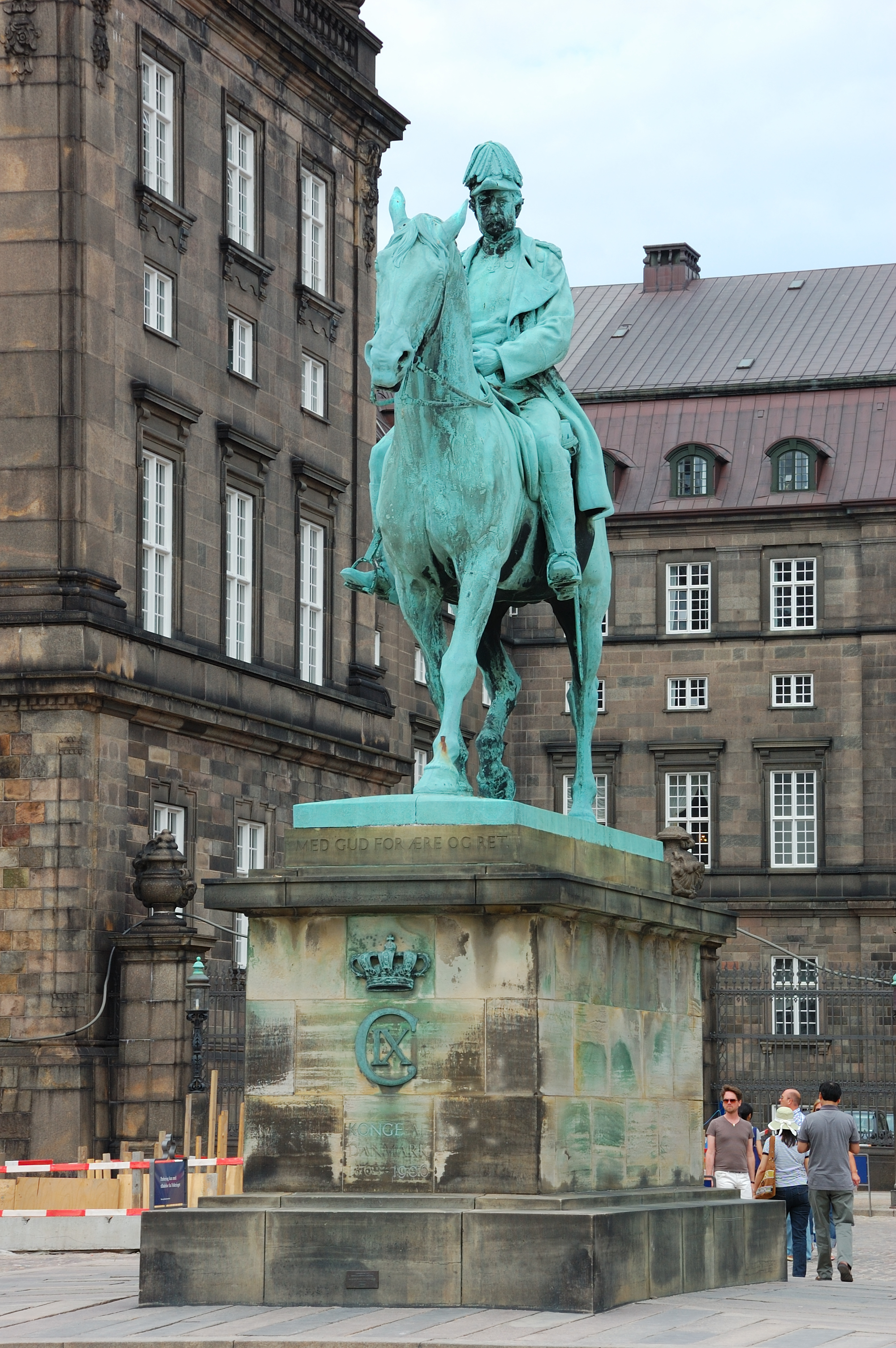
Reiterstandbild von Christian IX.

Das Reiterstandbild von Christian IX. mit Blick auf die Christiansborg Ridebane auf Slotsholmen in Kopenhagen wurde von Anne Marie Carl-Nielsen geschaffen. Es wurde 1927 enthüllt und war das erste Reiterstandbild eines Monarchen, das von einer Bildhauerin geschaffen wurde.

## Geschichte
Mit dem Bau des dritten und heutigen Schlosses Christiansborg wurde 1907 begonnen, nachdem das zweite Schloss Christiansborg 1884 durch einen Brand zerstört worden war. Nach dem Tod von Christian IX. am 29. Januar 1906 wurde beschlossen, ihm zu Ehren ein Reiterstandbild zu errichten, das das Reiterstandbild von Friedrich VII. vor dem Schloss ergänzen sollte. Ein 1908 ausgeschriebener Wettbewerb wurde von Anne Marie Carl-Nielsen gewonnen. Sie fand das Modell für das Pferd in Hannover. 1911 wurde ein hölzernes Modell der Skulptur auf der Christiansborg Ridebane aufgestellt.
Die Statue wurde in der Königlichen Bronzegießerei von Carl und Poul Lauritz Rasmussen in Nørrebro gegossen. Der Sockel wurde vom Architekten Andreas Clemmesen entworfen und in der Werkstatt des Steinmetzes Scheller hergestellt. Das Denkmal wurde am 15. November 1927 enthüllt.

## Beschreibung
Die Statue zeigt Christian IX. von Dänemark zu Pferd, der die Zügel des Pferdes in der linken Hand hält.